# Krasnoznamensk (oblast de Kaliningrad)
Pour la ville de l'oblast de Moscou, voir Krasnoznamensk.
Krasnoznamensk (en russe : Краснознаменск ; en allemand : Lasdehnen ou Haselberg ; en lituanien : Lazdynai ; en polonais : Łoździenie) est une ville de l'oblast de Kaliningrad, en Russie, et le centre administratif du raïon Krasnoznamenski. Sa population s'élevait à 3 410 habitants en 2013.

## Géographie
Krasnoznamensk est arrosée par la rivière Šešupė (en lituanien) ou Chechoupe (en russe) et se trouve à 131 km au nord-est de Kaliningrad, près de la frontière lituanienne, et à 959 km à l'ouest de Moscou.

## Histoire
Le lieu est mentionné pour la première fois en 1521, sous le nom allemand de Haselpusch derivé du noisetier commun (Hasel), tout comme le nom lituanien (de lazdynas). On trouve une information concernant une église dans un document datant de 1578. Au XVIIe siècle, le village est devenu un bourg important au sein du duché de Prusse.
Avant la Seconde Guerre mondiale, la ville faisait partie de la province prussienne de Prusse-Orientale, dans l'arrondissement de Pillkallen puis dans l'arrondissement de Schloßberg-en-Prusse-Orientale, dans le district de Gumbinnen. Son nom allemand était Lasdehnen, mais en 1938, comme ce nom était vieux prussien d'origine, le gouvernement local du Troisième Reich le changea en Haselberg (Montagne des noisetiers). Après la Seconde Guerre mondiale, en 1945, la région fut annexée par l'Union soviétique et la ville rebaptisée Krasnoznamensk (nom venant de drapeau rouge).

## Population
Les Lituaniens constituent une partie importante de la population — la région est connue sous le nom de Petite Lituanie. Des associations culturelles lituaniennes sont actives dans la ville.
Recensements (*) ou estimations de la population :

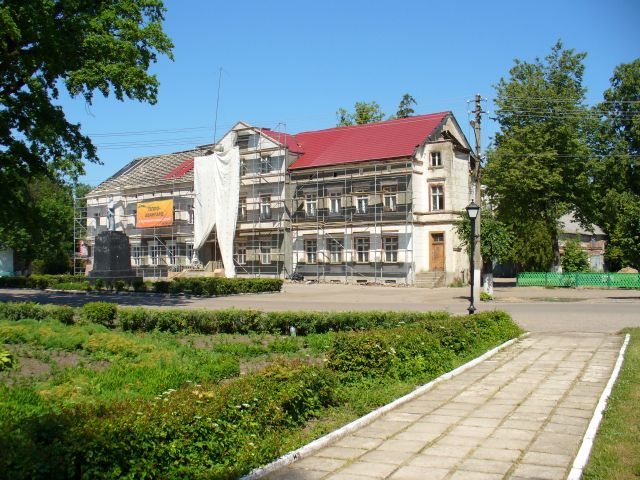
Bâtiment administratif de la ville

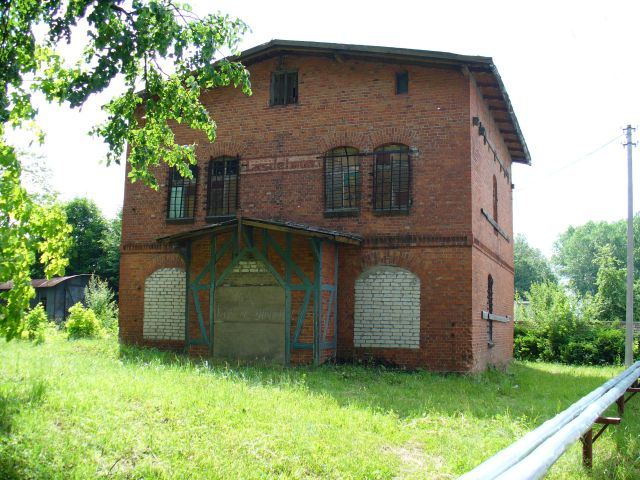
La gare

| 1885  | 1910  | 1933  | 1939  | 1959* | 1970* |
| ----- | ----- | ----- | ----- | ----- | ----- |
| 1 294 | 1 857 | 2 065 | 2 070 | 2 843 | 2 911 |

| 1979* | 1989* | 2002* | 2010* | 2012  | 2013  |
| ----- | ----- | ----- | ----- | ----- | ----- |
| 3 392 | 3 894 | 3 751 | 3 522 | 8 143 | 8 183 |